# بات بيانكي
بات بيانكي (بالإنجليزية: Pat Bianchi)‏ هو عازف جاز أمريكي، ولد في 7 ديسمبر 1975 في روتشستر في الولايات المتحدة.

## وصلات خارجية
- بات بيانكي على موقع ميوزك برينز (الإنجليزية)
- بات بيانكي على موقع ديسكوغز (الإنجليزية)